# Autopublication

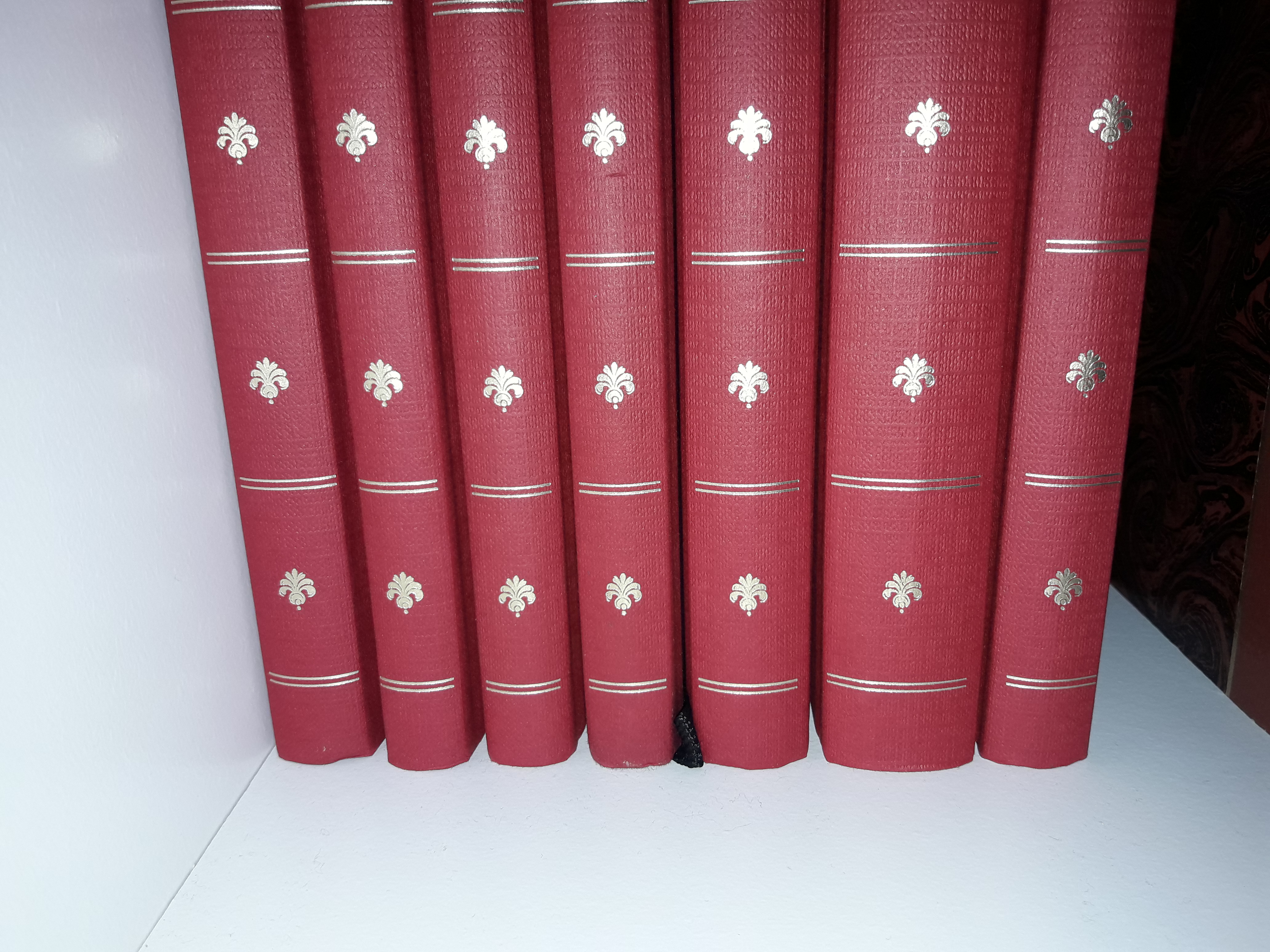
Illustration d'une rangée de livres.

L'autopublication est le « processus de mise en forme d’un contenu sélectionné, collecté, agrégé, synthétisé, en vue de sa diffusion sans intermédiaire ». L'autopublication est souvent associée à l'absence de travail éditorial. 
Des entreprises d'autopublication ont des accords avec des maisons d'édition classiques (publication à compte d'éditeur) qui leur orientent les auteurs de manuscrits refusés. Les services d'autopublication comportent souvent des droits d'entrée à payer par les auteurs, ce qui les rapproche de l'édition à compte d'auteur.
Le recours d'un auteur à l'autopublication peut s'envisager lorsqu'il n'espère pas tant que son livre soit vendu mais qu'il soit lu, soit par simple orgueil, soit pour faire la preuve de son talent dans la perspective d'autres livres à venir, soit encore s'il a une autre activité professionnelle, notamment commerciale, qui peut bénéficier de la notoriété apportée par la diffusion peu onéreuse voire gratuite de l'ouvrage.